# Loup-Garou (Îlet)
Loup-Garou est un îlet inhabité de Martinique appartenant administrativement au Robert.

## Géographie

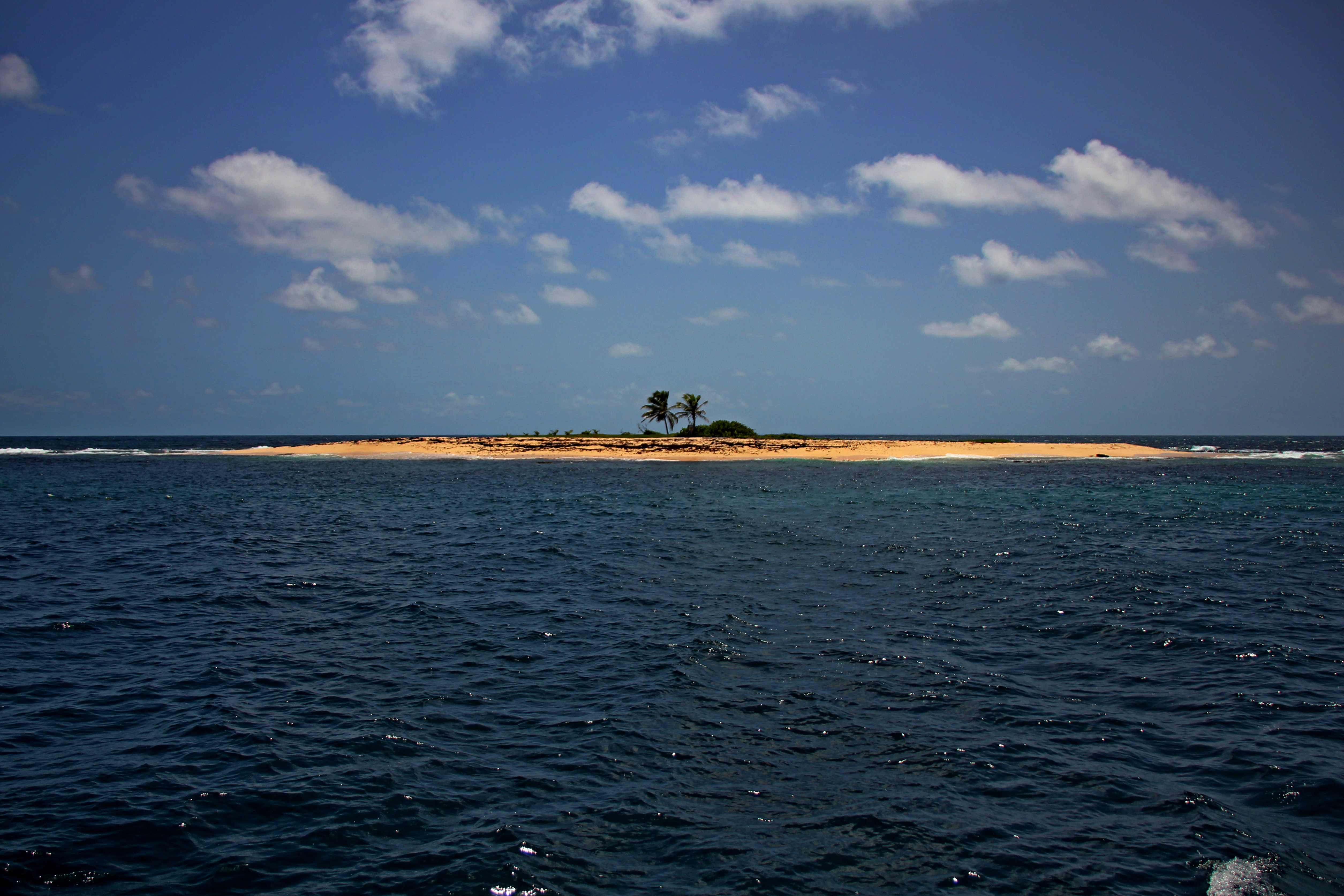

Banc de sable de forme ovoïdale, entouré de plage de sable blanc, avec en son centre un récif, l'îlet est éloigné des autres îlets du Robert. Très fréquenté des touristes, il constitue un site protégé interdit d'accès, depuis 2013, du 1er septembre au 31 décembre. Son accès est dangereux du fait de la présence de forts courants.

## Histoire
L'îlet est, avec les îlets Boisseau, Chancel, Ragot (La Grotte), Madame, Petite Martinique, Petit Piton et Petit Vincent, protégés par un arrêté de protection de biotope depuis 2002 et inscrit par l’arrêté ministériel du 28 juillet 2007.
Les 2 cocotiers présents aujourd'hui sont issus de l'enfouissement de noix germées effectué par un pilote d'hélicoptère en janvier 1977.